# James Creelman
James Creelman (Montreal, 12 de noviembre de 1859-Berlín, 12 de febrero de 1915) fue un reportero canadoestadounidense durante la etapa de la prensa amarilla.

## Semblanza
Creelman era hijo del inspector Matthew Creelman y del ama de casa Martha Dunwoodie. En 1872 se mudó a Nueva York, donde su interés por la literatura y la política lo llevó a buscar el patrocinio de Thomas De Witt Talmage y del jefe del Partido Republicano, Roscoe Conking. Su primer trabajo fue en la imprenta  del Periódico Episcopaliano de la Iglesia y el Estado, y más tarde trabajó en la imprenta de Brooklyn Eagle. En 1876, trabajó como reportero del New York Herald.
Creelman viajó continuamente para conseguir historias y superó siempre los grandes retos personales de su trabajo. Conoció al aventurero  Paul Boyton en su viaje por los ríos Yellowstone y Misisipi, donde trabajó y entrevistó el escándalo ocurrido entre los Hatfield y los McCoy, y entrevistó a ambos. También consiguió una entrevista para Pearson's Magazine publicada en 1908 con el entonces presidente de México, Porfirio Díaz Mori, quien aseguró en ese encuentro que no buscaría la reelección en 1910, una promesa que, al no cumplirse, terminó siendo uno de los factores que desencadenaron la Revolución mexicana.